# Spiervezel

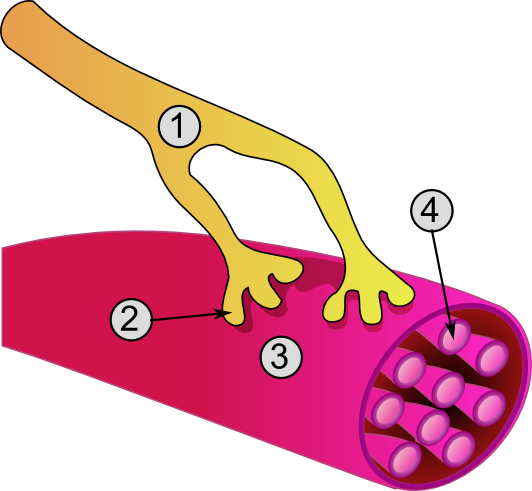
Nummer 3 is de spiervezel, die bestaat uit myofibrillen (4).

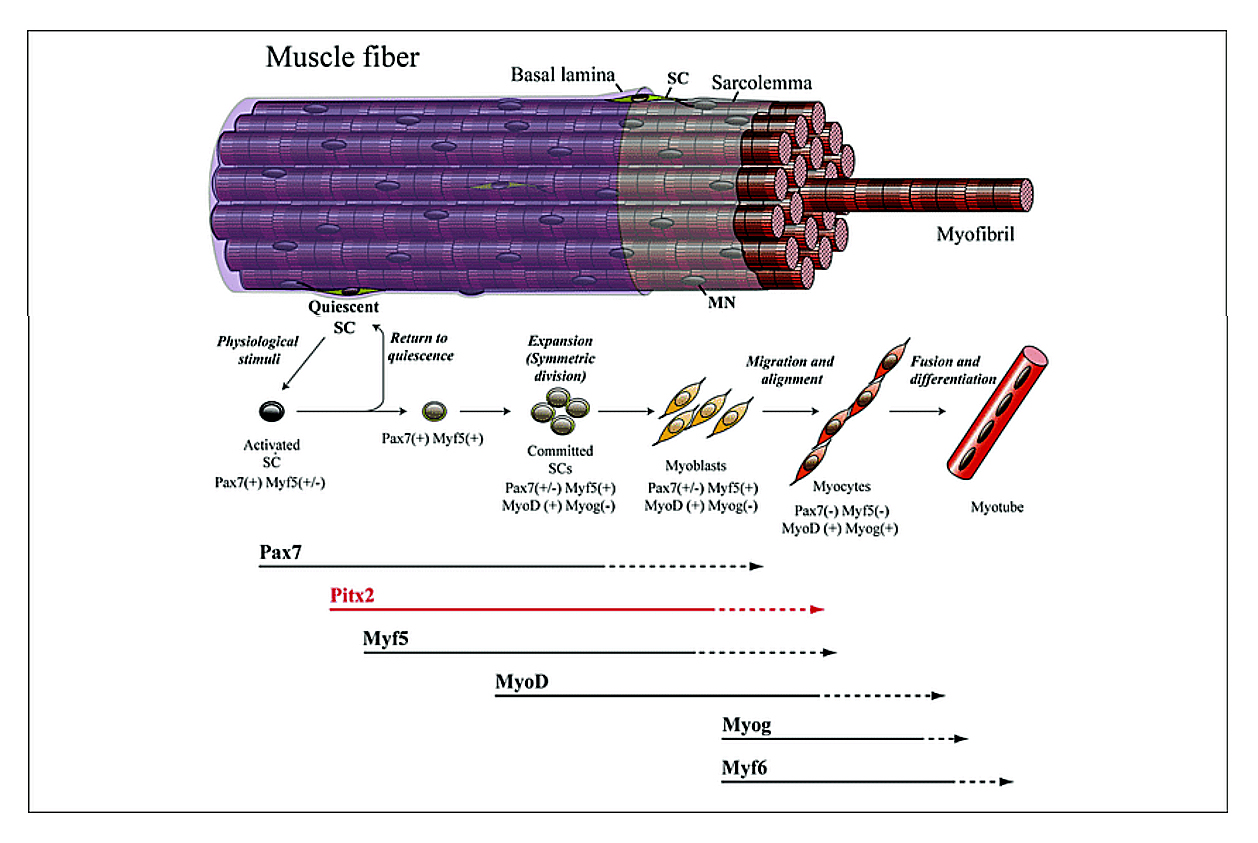
Myogenese

Spiervezels zijn de individuele contractiele cellen binnen spierweefsel. Deze cellen zijn gevuld met myofibrillen. Spiervezels komen alleen voor in dwarsgestreept spierweefsel en niet in glad spierweefsel. Een menselijke spier, zoals bijvoorbeeld de biceps van een jongvolwassen man, kan rond de 250.000 spiervezels bevatten. Spiervezels zijn lange samensmeltingen van meerdere cellen en zijn dus meerkernig. Dit heet een syncytium. Meerdere spiervezels samen vormen een spierbundel.
Het aantal spiervezels en de verhouding tussen de verschillende typen is genetisch bepaald. Dit kan enigszins aangepast worden door training.

## Spiervezeltypen
Type I (Slow Twitch)
Hoog myoglobine-gehalte
Hoge aerobe capaciteit
Zijn rood van kleur
Lang uithoudingsvermogen
Bevatten veel mitochondriën
Type IIa (Intermediaire spiervezel)
Gekenmerkt door een combinatie van kracht en uithoudingsvermogen
Intermediair uithoudingsvermogen
Type IIx/IIb (Fast Twitch)
Hoge anaerobe capaciteit
Zijn wit van kleur
Kort uithoudingsvermogen
Bij mensen is type IIx de snelste soort spiervezel, bij sommige andere dieren is dit type IIb